# پریشوین ۹۵۳۹
سیارک ۹۵۳۹ (به انگلیسی: 9539 Prishvin، نامگذاری:1982UE7) نه هزار و پانصد و سی و نهمین سیارک کشف شده‌است که در ۲۱ اکتبر ۱۹۸۲ کشف شد.
قدر مطلق سیارک برابر ۱۳٫۵۰ است.